# Baneuil
Baneuil là một xã trong tỉnh Dordogne, thuộc vùng Nouvelle-Aquitaine của nước Pháp, có dân số là 302 người (thời điểm 1999).